# Oscura vendetta
Oscura vendetta (Inner Sanctum II) è un film statunitense del 1994 diretto da Fred Olen Ray. É il seguito del film Patto a tre (Inner Sanctum) sempre diretto da Ray.

## Trama
Jennifer Reed, qualche anno dopo la morte del marito ucciso per mano sua per salvare la sua infermiera, è stata tormentata dagli incubi del defunto marito per tornare dal mondo dei morti per ucciderla. Un giorno, suo cognato nonché fratello di Bill e sua moglie Sharon arrivano nella casa di Jennifer per qualche giorno, ma sono ansiosi per mettere le mani di incassare l'eredità.